# Ciri
Cirilla Fiona Elen Riannon, ook wel Ciri of Cirilla van Cintra, is een personage in de The Witcher-franchise. Het personage werd bedacht door de Poolse fantasyschrijver Andrzej Sapkowski.

## Beschrijving
Cirilla of Ciri is de dochter van Pavetta en Duny, en de kleindochter van koningin Calanthe. Ze is ook de pleegdochter van Geralt en Yennefer.
Ciri is een afstammeling van Lara Dorren, een elfentovenares, en bezit het bloed van de Ouderlingen. Hierdoor beschikt ze over krachten waarmee ze door ruimte en tijd kan reizen. Ciri heeft asgrijs haar en smaragdgroene ogen, een kenmerk dat jarenlang in de familie zit.
Ze werd getraind onder de hoede van onder meer Geralt, Vesemir en Triss, en werd zo behendig als zwaardvechter. Toen Ciri later bij Yennefer en Ellander kwam te wonen, leerde ze magie. Na de coup door Thanedd werd Ciri gescheiden van Geralt en Yennefer, en kwam via een onstabiele portaal terecht in de woestijn. Daar werd ze gevangen genomen om te vechten in een arena. Ze wist te vluchten naar de wereld van Aen Elle. Uiteindelijk vond ze een weg terug en werd herenigd met Geralt en Yen.
Aan het eind van de boekenreeks raakt Yennefer dodelijk gewond terwijl zij Geralt probeert te genezen. Beide worden meegenomen door Ciri naar een andere wereld waar zij op een eiland leven.
Cirilla wordt door actrice Marta Bitner gespeeld in de Poolse film Wiedźmin en door Freya Allan in de Netflix-serie.